# Reinwardts langstaartduif
Reinwards langstaartduif (Reinwardtoena reinwardti) is een vogel uit de familie Columbidae (duiven). Deze duif werd door Coenraad Jacob Temminck beschreven als Columba Reinwardtsi. Deze eerste soortbeschrijving begint met een opsomming van de verdiensten van hoogleraar Caspar Georg Carl Reinwardt voor het vergroten van de kennis over planten en dieren in Nederlands-Indië. Daarom is deze soort naar hem vernoemd en in 1854 ook het geslacht van deze duif. Deze langstaartduif komt voor op de Molukken en Nieuw-Guinea.

## Kenmerken
Reinwardts langstaartduif bereikt een lichaamslengte tot 52 centimeter. Dit maakt het tot een zeer grote duif, maar weegt slechts tussen de 208 en 305 gram. De kop, hals, borst en buik zijn bleek lichtblauw tot grijs, op de flanken iets donkerder. Wat opvalt is hun relatief lange, sterk trapvormig aflopende staart van 20,3 tot 24,5 centimeter. De twee middelste staartveren zijn het langst. De kop en onderkant van het lichaam zijn wit tot zilvergrijs. Het bovenste deel van het lichaam is diep kastanjebruin en contrasteert sterk met het onderste deel van het lichaam. Hand- en armpennen en de vleugeldekveren zijn zwart. De snavel is fors, hoewel niet zo fors als bij de gekuifde langstaartduif van hetzelfde geslacht. De poten zijn rood of paars en de snavel is bruin met een wit uiteinde. De iris is van binnen geelwit en heeft een rode buitenring. De oogringen zijn roze.

## Verspreiding en gedrag
Deze soort komt alleen voor op de Molukken en Nieuw-Guinea en telt drie ondersoorten:
- R. r. reinwardti: de Molukken.
- R. r. griseotincta: westelijke grote eilanden van de Indonesische provincie West-Papoea en het hele noordelijke deel van het hoofdeiland Nieuw-Guinea (Papoea-Nieuw-Guinea en het hele Indonesische deel) met uitzondering van Biak en de Louisiaden.
- R. r. brevis: Biak.

Het leefgebied bestaat uit natuurlijk bos. Deze duiven verblijven vooral hoog in de boomkronen in zowel regenwoud als nevelwoud in het centrale bergland van Nieuw-Guinea tot op 3380 m boven zeeniveau. In laagland is de vogel schaars, in hellingbossen talrijker. Komt ook voor langs bosranden.

## Status
De grootte van de wereldpopulatie is niet gekwantificeerd. Men veronderstelt dat de soort in aantal, vooral in de berggebieden, stabiel is. Om deze redenen staat Reinwards langstaartduif als niet bedreigd op de Rode Lijst van de IUCN.